# Anna Schuldheis
Anna Vilhelmina Schuldheis, född 17 november 1862 i Stockholm, död där 6 oktober 1940, var en svensk skolföreståndare.
Anna Schuldheis var dotter till grosshandlaren Georg August Wilhelm Schuldheis och syster till Georg Schuldheis. Hon genomgick 1880–1883 Högre lärarinneseminariet i Stockholm och var de följande åren lärarinna, bland annat vid Risbergska skolan i Örebro 1889–1896, vid Detthowska skolan i Stockholm 1897–1899 och vid Anna Sandströms skola i Stockholm 1898–1903. Schuldheis beslöt därefter att grunda en egen skola och 1904 öppnade hon i Stockholm Södermalms nya läroverk för flickor, senare benämnt Anna Schuldheis skola, som hon förestod till 1925. Skolan sammanslogs 1939 med  Södermalms högre läroanstalt för flickor och Lychouska skolan till Södermalms kommunala flickskola. Schuldheis företog flera studieresor, bland annat till Tyskland, Storbritannien, Frankrike och Italien. Djup religiositet och nationalism var drag i Schuldheis natur, vilket spelade roll för skolans undervisning. Hon lade mycket vikt vid kristendomskunskap, särskilt dess historia och etiska delar, samt historia och geografi. Samtidigt ivrade hon för språken, särskilt franska, medan de naturvetenskapliga ämnena intresserade henne mindre.